# Скулиш Євген Деонізійович
Євген Деонізійович Скулиш (1955, Чернівецька область) — український науковець. Доктор юридичних наук, професор. Заслужений юрист України (2010). Ректор Національної академії Служби безпеки України (2009-2013).

## Біографія
Народився 1955 року на Буковині. Закінчив Чернівецький державний університет та Національну академію Служби безпеки України.
З 1983 року в органах державної безпеки на посадах від оперуповноваженого до першого заступника начальника Головного управління по боротьбі з корупцією та організованою злочинністю СБУ. З 1997 року обіймає ключові керівні посади в ГУ Служби безпеки України АР Крим, Управлінні СБУ у м. Київ та Київській області, Головному управлінні по боротьбі з корупцією та організованою злочинністю СБУ. Працював радником Голови СБУ. З 2003 року професор кафедри боротьби з корупцією та організованою злочинністю Національної академії СБУ. З серпня 2009 року до травня 2013 року — ректор Національної академії Служби безпеки України. 
Професор кафедри державної служби та кадрової політики Національної академії державного управління при Президентові України.

## Наукова діяльність
Опублікував понад 280 наукових та науково-методичних праць. Підготував 12 кандидатів юридичних наук та 5 докторів юридичних наук, здійснює наукове керівництво 5 аспірантам і здобувачам, а також є науковим консультантом у підготовці 3 докторських дисертацій.

## Нагороди та відзнаки
- Лауреат премії імені Ярослава Мудрого,
- Відзнака НАН України «За сприяння розвитку науки»,
- Медаль НАПН України «Ушинський К.Д.»,
- Нагрудний знак «За наукові досягнення»,
- Орден «За заслуги» ІІІ ступеня,
- Почесна грамота Кабінету Міністрів України,
- Лауреат Державної премії України в галузі науки і техніки,
- Нагрудний знак «Почесна відзнака Служби безпеки України»,
- Орден Св. Князя Володимира І-ІІ ступеня Української Православної Церкви.